# Светско првенство у скоковима у воду 2017 — екипно
Такмичење у скоковима у воду у дисциплини екипно на Светском првенству у скоковима у воду 2017. одржано је 18. јула 2017. године као део програма Светског првенства у воденим спортовима. Такмичења су се одржала у базену Дунав арене у Будимпешти (Мађарска).
Учестовало је укупно 19 парова из исто толико земаља (укупно 38 такмичара), а сваки пар чинио је по један мушки и један женски такмичар. Титулу светских првака освојио је француски пар Лаура Марино и Матје Росе који је у неизвесној завршници тријумфовао са 406,40 бодова, свега 4,05 бодова испред мексичког пара Вивијана дел Анхел & Ромел Пачеко. Бронзану медаљу освојила је америчка комбинације Криста Палмер & Дејвид Динсмор.

## Освајачи медаља
|                                       | Резултат |                                             | Резултат |                                                   | Резултат |
|                                       |          |                                             |          |                                                   |          |
| Француска · Лаура Марино · Матје Росе | 406,40   | Мексико · Вивијана дел Анхел · Ромел Пачеко | 402,35   | Сједињене Државе · Криста Палмер · Дејвид Динсмор | 395,90   |

## Резултати
Сви пријављени парови такмичили су се директно у финалу, а такмичење је одржано 18. јула са почетком у 18:30 часова по локалном времену.
| ПЛ. | Репрезентација   | Скакачи                                    |        |
| ПЛ. | Репрезентација   | Скакачи                                    | Бодови |
| --- | ---------------- | ------------------------------------------ | ------ |
|     | Француска        | Лаура Марино Матје Росе                    | 406,40 |
| 2   | Мексико          | Вивијана дел Анхел Ромел Пачеко            | 402,35 |
| 3   | Сједињене Државе | Криста Палмер Дејвид Динсмор               | 395,90 |
| 04. | Немачка          | Марија Курјо Патрик Хауздинг               | 379,55 |
| 05. | Малезија         | Ахмад Азман Љанг Минју                     | 356,75 |
| 06. | Кина             | Чен Јивен Ћу Бо                            | 355,15 |
| 07. | Колумбија        | Каролина Муриљо Себастијан Виља            | 354,90 |
| 08. | Венецуела        | Марија Бетанкур Хесус Лиранцо              | 349,75 |
| 09. | Италија          | Ђовани Точи Ноеми Батки                    | 342,90 |
| 10. | Северна Кореја   | Ким Унхјанг Ри Хјонју                      | 341,20 |
| 11. | Русија           | Јулија Тимошињина Јевгениј Кузњецов        | 335,60 |
| 12. | Аустралија       | Мелиса Ву Метју Картер                     | 325,35 |
| 13. | Велика Британија | Робин Бирч Данијел Гудфелоу                | 303,15 |
| 14. | Сингапур         | Лим Шенјен Фрида Џонатан Чан               | 302,85 |
| 15. | Холандија        | Јуј ван Етен Келине ван Дојн               | 299,40 |
| 16. | Белорусија       | Аљона Хамулкина Вадим Каптур               | 290,50 |
| 17. | Египат           | Мохаб Мохимен Маха Абделсалам              | 284,20 |
| 18. | Украјина         | Анастасија Недобига Александар Хоршковозов | 284,20 |
| 19. | Румунија         | Анка Серб Аурелијан Драгомир               | 250,60 |